# Bernar
Bernard Boulitreau, dit Bernar, est un dessinateur de presse, caricaturiste et auteur de bande dessinée français, né le 9 janvier 1957 à Vincennes et mort le 21 septembre 2006 à Vétheuil.

## Biographie
Durant ses études à l'École des Arts Appliqués de Paris, où il suit les cours de bande dessinée de Georges Pichard, Yves Got, Jacques Lob et René Pétillon. C'est là qu'il rencontre aussi Bruno Blum, qui lui écrit quelques scénarios et publie ses premières caricatures et bandes dessinées en 1975. Bernar fait ensuite carrière dans la publicité et dans la presse. 
À partir de 1977, il débute dans Jeune Afrique. Il publie dans le mensuel Fluide glacial à partir de 1983. En 1991, il rejoint La Grosse Bertha, où il crée la rubrique Vu à la Télé. À partir de la fin des années 1990, Bernar collabore régulièrement à Charlie Hebdo, où il reprend la chronique hebdomadaire (Vu à la Télé). D'après Yves-Marie Labé, Bernar emploie une « qualité de trait simple mais exceptionnelle qui faisait de ses dessins de véritables pieds de nez graphiques ». En 1997, Bernar publie Attention Chien Léchant (Fluide Glacial - Audie) ; en 1999, le hors-série de Vu à la Télé ; en 2005, Le Zapping de Bernar : Chroniques télé parues dans Charlie Hebdo.
En l'an 2000, il crée la galerie de portraits du générique de l'émission de télévision On a tout essayé sur France 2.
Il est le frère du peintre Francine Van Hove et l'oncle de Paul Boulitreau, peintre et sculpteur

## Publications
- À partir de novembre 1979 il dessine dans le journal Turbule (Fleurus)
- Attention Chien Léchant, Fluide Glacial - Audie (1997) ;
- Vu à la Télé, Charlie Hebdo (1999) ;
- Le zapping de Bernar : Chroniques télé parues dans Charlie Hebdo, Éditions Hoëbeke (2005).